# Paul Russo
Pour les articles homonymes, voir Russo.
Ne doit pas être confondu avec Paul V. Russo.
Paul Russo est un pilote automobile d'IndyCar américain, né le 10 avril 1914 à Kenosha (Wisconsin, États-Unis) et mort le 13 février 1976 à Clearwater (Floride). Il a notamment disputé à quinze reprises les 500 miles d'Indianapolis, entre 1940 et 1962. À l'occasion de l'édition de 1946, il prit le départ (depuis la première ligne) au volant d'une voiture à deux moteurs, la Fageol Twin Coach Special.